# Vuelta a Andalucía 1964
La 11ª edición de la Vuelta a Andalucía se disputó entre el 2 y el 9 de febrero de 1964 con un recorrido de 1195,00 km dividido en 8 etapas, con inicio en Málaga y final en Málaga. 
Participaron 48 corredores repartidos en 6 equipos de los que solo lograron finalizar la prueba 32 ciclistas.
El vencedor, el alemán Rudi Altig, cubrió la prueba a una velocidad media de 37,857 km/h mientras que en la clasificación de la montaña se impuso el español Juan José Sagarduy.

## Etapas
| Etapa | Fecha        | Recorrido         | Km    | Ganador de la etapa |
| 1ª    | 2 de febrero | Málaga - Málaga   | 40,0  | Bruno Sivilotti     |
| 2ª    | 3 de febrero | Málaga - Granada  | 130,0 | José Antonio Momeñe |
| 3ª    | 4 de febrero | Málaga - Málaga   | 234,0 | Rudi Altig          |
| 4ª    | 5 de febrero | Córdoba - Sevilla | 158,0 | Rudi Altig          |
| 5ª    | 6 de febrero | Sevilla - Sevilla | 190,0 | Custodio Leonardo   |
| 6ª    | 7 de febrero | Sevilla - Cádiz   | 136,0 | Arie den Hartog     |
| 7ª    | 8 de febrero | Cádiz - La Línea  | 140,0 | Michel Stolker      |
| 8ª    | 9 de febrero | La Línea - Málaga | 132,0 | Piet Rentmeester    |